# پل آجری بالاتجن
پل آجری بالاتجن مربوط به دوره قاجار است و در شهرستان قائم شهر، بخش مرکزی، روستای استرآبادمحله واقع شده و این اثر در تاریخ ۱۰ بهمن ۱۳۸۳ با شمارهٔ ثبت ۱۱۳۴۱ به‌عنوان یکی از آثار ملی ایران به ثبت رسیده است.